# Ловер-Сокон Тауншип (округ Нортемптон, Пенсільванія)
Ловер-Сокон Тауншип (англ. Lower Saucon Township) — селище (англ. township) в США, в окрузі Нортгемптон штату Пенсільванія. Населення — 11 094 особи (2020).

## Демографія
Згідно з переписом 2010 року, у селищі мешкали 10 772 особи в 4120 домогосподарствах у складі 3135 родин. Було 4340 помешкань
Расовий склад населення:
| - 95,0 % — білих - 1,9 % — азіатів - 1,1 % — чорних або афроамериканців - 0,2 % — корінних американців |

До двох чи більше рас належало 1,0 %. Частка іспаномовних становила 3,8 % від усіх жителів.
За віковим діапазоном населення розподілялося таким чином: 22,0 % — особи молодші 18 років, 60,1 % — особи у віці 18—64 років, 17,9 % — особи у віці 65 років та старші. Медіана віку мешканця становила 45,9 року. На 100 осіб жіночої статі у селищі припадало 99,9 чоловіків;  на 100 жінок у віці від 18 років та старших — 97,5 чоловіків також старших 18 років.
Середній дохід на одне домашнє господарство  становив 108 907 доларів США (медіана — 76 362), а середній дохід на одну сім'ю — 132 471 долар (медіана — 92 367). Медіана доходів становила 61 657 доларів для чоловіків та 44 915 доларів для жінок. За межею бідності перебувало 4,4 % осіб, у тому числі 5,4 % дітей у віці до 18 років та 1,4 % осіб у віці 65 років та старших.
Цивільне працевлаштоване населення становило 5337 осіб. Основні галузі зайнятості: освіта, охорона здоров'я та соціальна допомога — 27,5 %, виробництво — 15,7 %, роздрібна торгівля — 11,4 %, мистецтво, розваги та відпочинок — 8,1 %.